# R-1 (ミサイル)

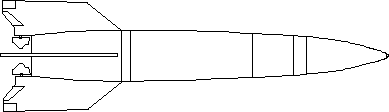
SS- 1a Scunner

R-1ロケット(NATOコードネーム SS-1 Scunner, ソビエトでのコードネームはSA11)は、ソビエト連邦で製造された弾道ミサイル。ナチス・ドイツで開発されたV2ロケットを複製したもので、後のソビエト製のより強力なロケット製造に役立つ有用な経験をもたらした。

## 概要
1945年にソ連は複数の鍵となるV2ロケットの製造施設を接収して計画に関与した複数のドイツ人の科学者と技術者達を獲得した。特にソ連はノルトハウゼンのV2の生産施設を獲得して1946年9月以降30基のV2ミサイルが組み立てられた。
1946年10月にソ連はドイツ人のミサイル技術者たちをモスクワ近郊の専用の研究施設へ移送して1950年代半ばまで強制的に働かせた。ソ連はセルゲイ・コロリョフの監督下で独自のミサイル設計局(OKB-1)を設立した。このチームはソ連のドイツのV2の複製から始まり、やがてより先進的なソ連の設計によるミサイルを製造する事を指示された。
1947年4月にスターリンはR-1として識別されるV2のソ連で複製されたミサイルの生産を承認した。同様にGRAU分類の8A11も使用された。1948年9月に最初のミサイルの試験が実施された。システムは1950年11月にソ連地上軍に受領された。R-1ミサイルは785-キログラム (1,731 lb)の通常弾頭をおよそ5キロメートル (3.1 mi)の精度で270キロメートル (170 mi)輸送する事が出来た。
1947年に分離可能な弾頭を備えた派生型であるR-1Aが試験された。高高度の科学実験が2基のR-1Aで実施され、後に R-1を基に専用の科学ロケットであるR-1B、R-1V、R-1DとR-1Eが製造された。これらは犬や上層大気の分析、宇宙線や太陽の極紫外線波長の計測装置を運んだ。
R-1の電気配線は害虫に荒らされた。1953年1月に増えたネズミによってロケットの絶縁材が食べられ多くのロケットが使用不能になったので"百匹の猫と修理工"が必要だった。:116

## 運用者
ソビエト連邦
- ソ連地上軍